# Benjamin Gerritsz Cuyp
Benjamin Gerritsz. Cuyp né en décembre 1612 à Dordrecht et mort dans la même ville le 28 août 1652 est un peintre néerlandais du siècle d'or.
Il est connu pour ses œuvres dépeignant des paysages, des scènes de genre, des batailles et des scènes bibliques. Il a été influencé par le style de Rembrandt, le maître du clair-obscur.

## Biographie
Benjamin Gerritsz. Cuyp est né en décembre 1612 à Dordrecht aux Pays-Bas. Il est le fils de Gerrit Gerritsz. Cuyp et Everynken Albrechtsdr. Il est le demi-frère du peintre Jacob Cuyp et l'oncle du peintre Albert Cuyp. Il devient membre de la guilde de Saint-Luc de Dordrecht le 30 décembre 1632. En 1642, il s'installe à La Haye, mais revient vivre à Dordrecht peu de temps après.
Il meurt le 28 août 1652 à Dordrecht.

## Caractéristiques
Peintre très prodigue, on lui connaît plus de 120 tableaux à thèmes religieux qui lui ont été attribués par Ildikó Ember, spécialiste hongroise, dans la monographie qu'elle lui a consacré en 1980. Sur ces 120 tableaux, principalement des thèmes du Nouveau et de l'Ancien Testament, plus d'une trentaine de ceux-ci concerne des adorations de bergers, une dizaine concerne des annonces aux bergers, et une dizaine des adorations des rois mages. Ces tableaux sont propices aux effets de lumières que Cuyp réalisent si bien. Il est adepte du genre rustique et populiste et les traits de ses personnages sont souvent en contraste, avec la famille sacrée peinte tout en finesse, en pleine lumière, entourée de personnages aux traits plutôt naïfs voire grossiers, représentant le bon peuple, accompagné de bestiaux, dans l'obscurité. À côté de son œuvre religieuse, on lui connaît plus de 130 tableaux représentant des scènes villageoises, de paysage ou de bataille, thèmes alors fort à la mode. Beaucoup de ses tableaux sont aujourd'hui conservés dans les musées aux quatre coins du monde.

## Œuvres dans les collections publiques
France
- Amiens, musée de Picardie : L'Adoration des Bergers, huile sur bois.
- Bordeaux, musée des Beaux-Arts : L'Adoration des Bergers, huile sur bois, 80 × 65 cm.
- Lille, palais des Beaux-Arts : La Résurrection du Christ. Un ange soulevant la pierre du tombeau du Christ.
- Remiremont, musée Charles de Bruyères : Saül et la pythonisse d'Endor évoquant l'ombre de Samuel.

Pays-Bas
- Amsterdam, Rijksmuseum :
  - Joseph en train d'interpréter ses rêves auprès du boulanger et du maître d'hôtel[4];
  - La Mise au tombeau[5] ;
  - Intérieur d'une chaumière paysanne[6].

Œuvres de Benjamin Gerritsz. Cuyp
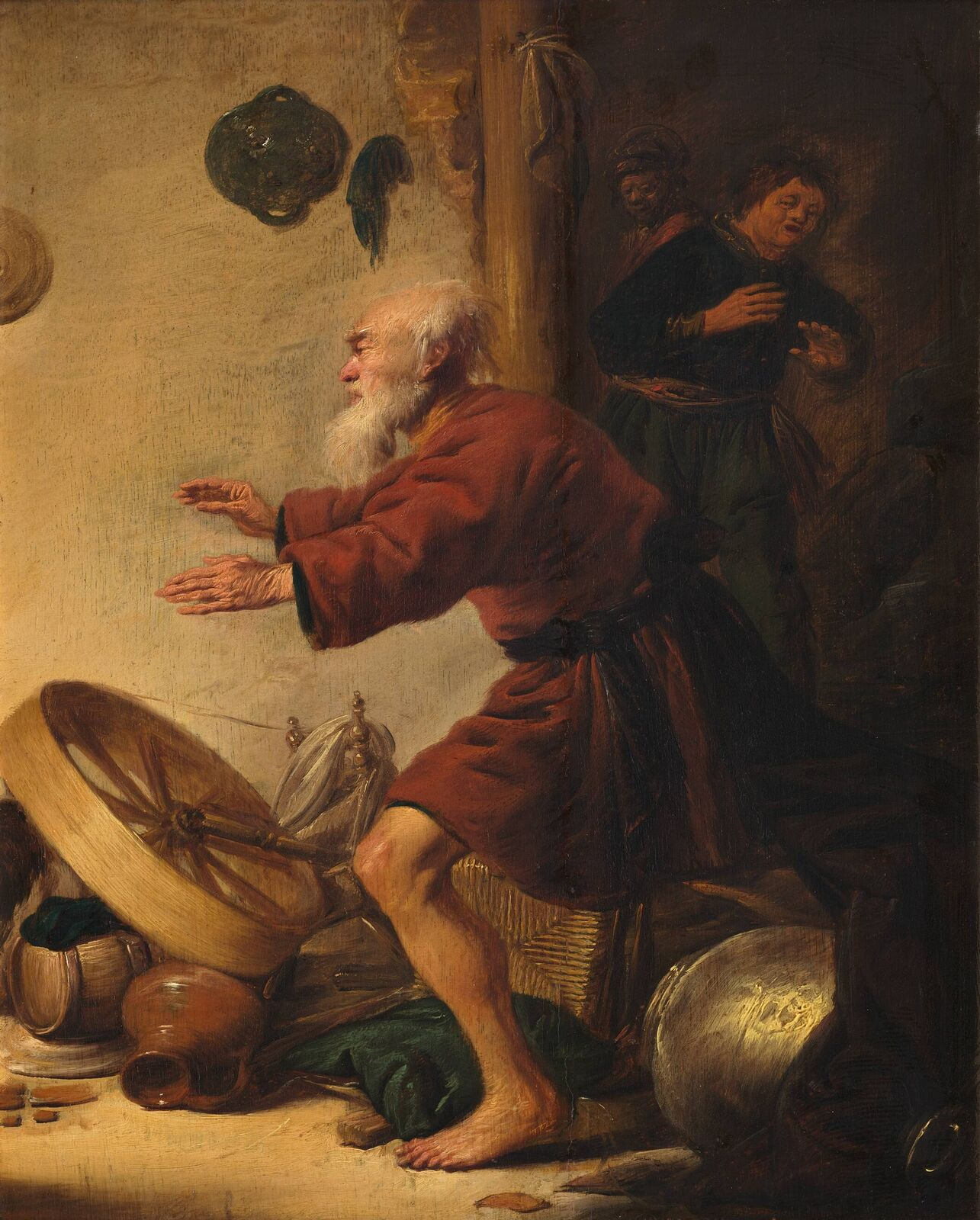
La Cécité de Tobit, vers 1630, Utrecht, musée du couvent Sainte-Catherine.
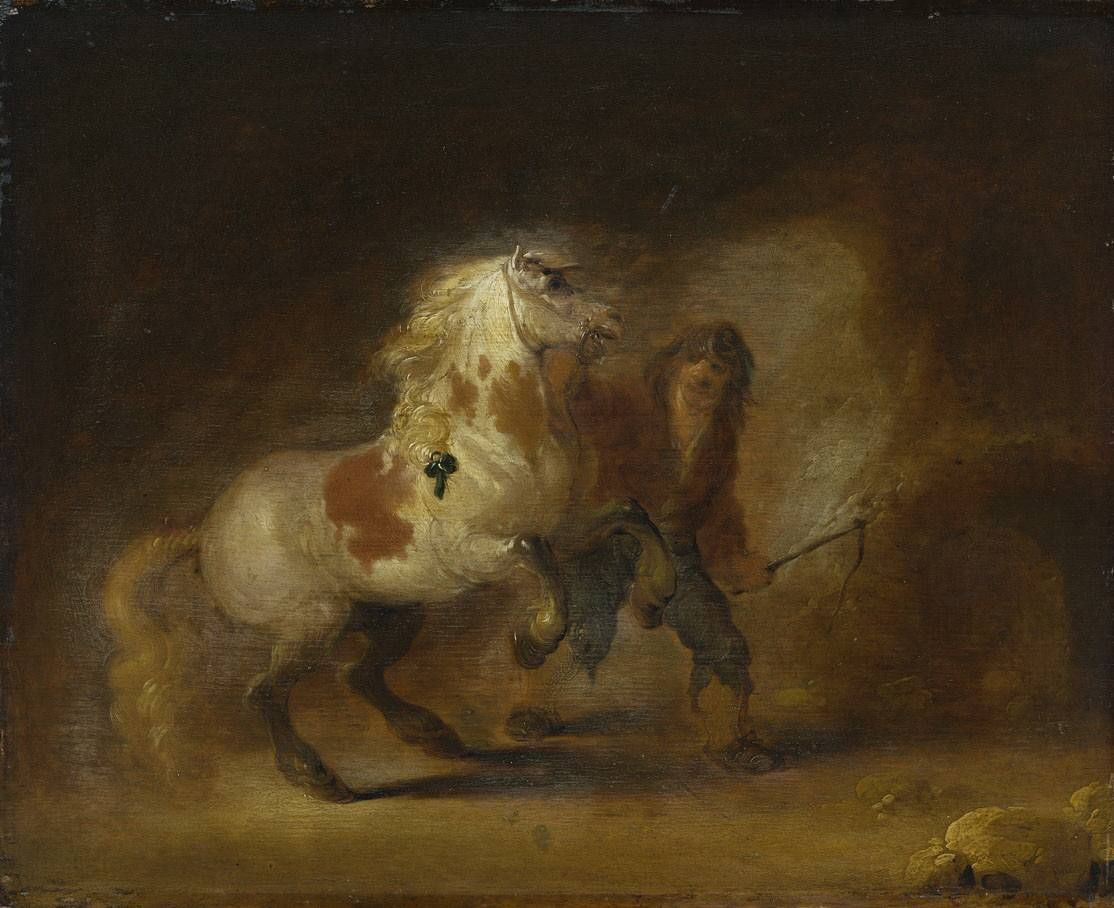
Cheval et palfrenier, Munich, Bavarian State Painting Collections (en).
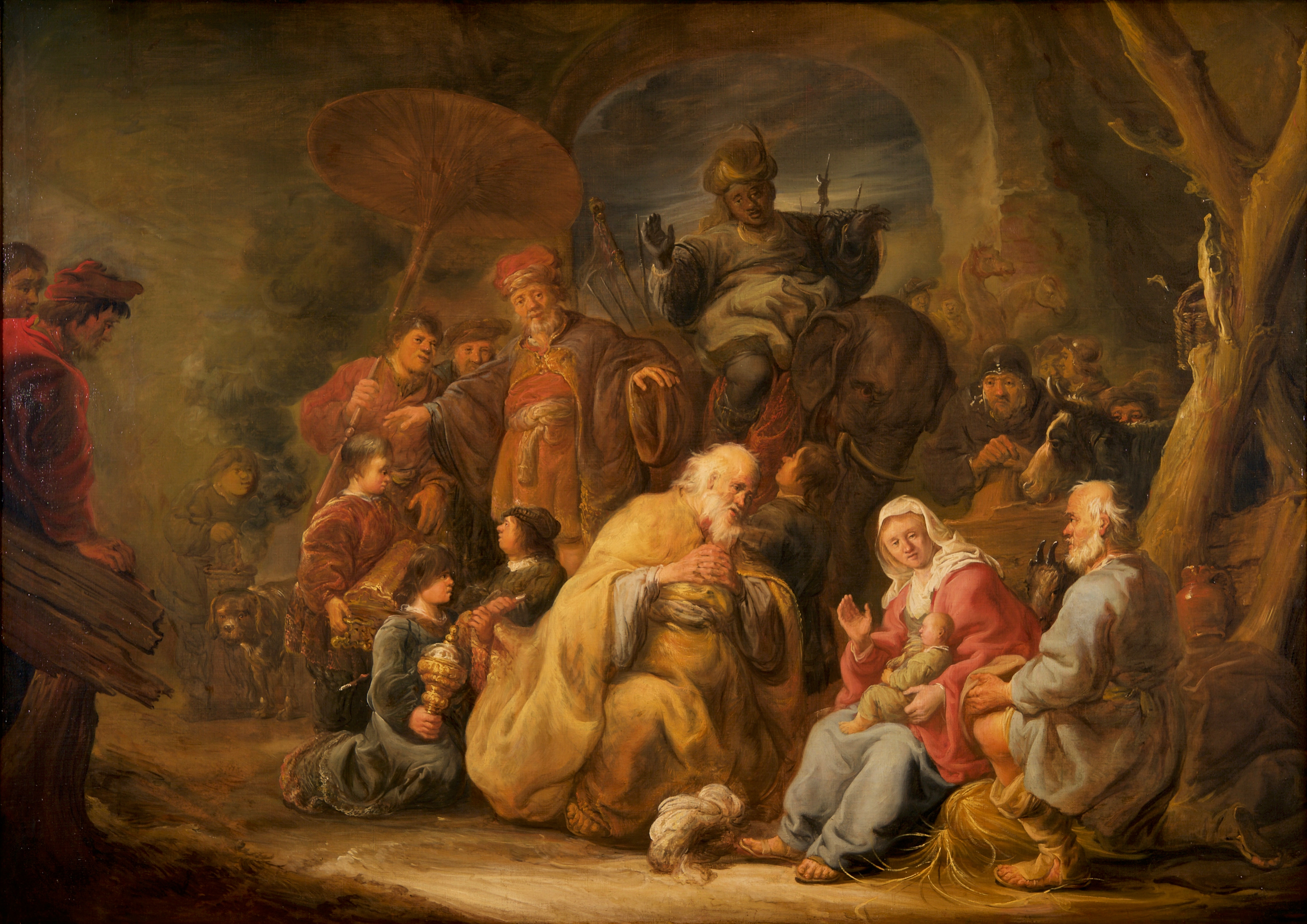
L'Adoration des mages, musée de Dordrecht.
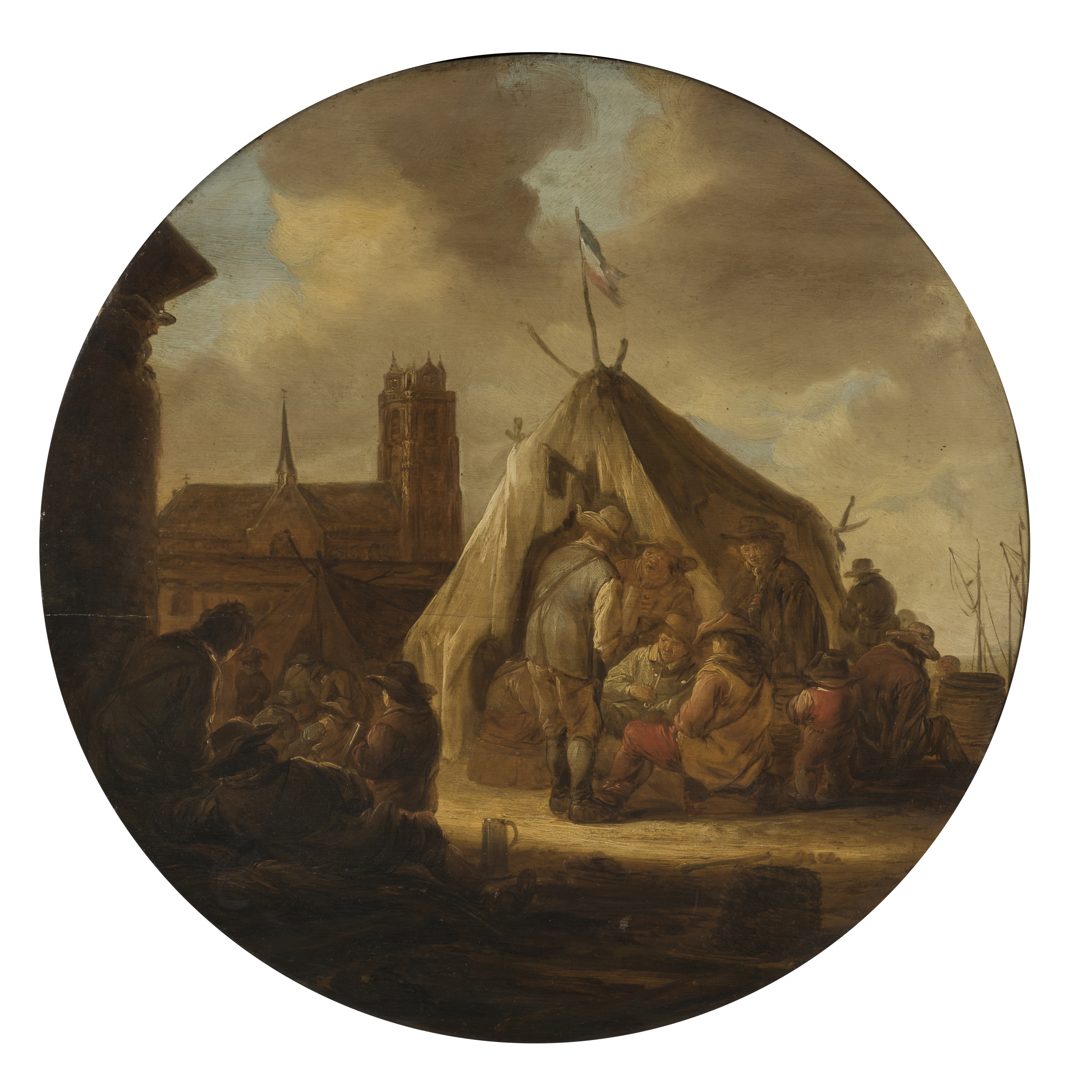
Soldats se reposant devant la Grote Kerk à Dordrecht, musée de Dordrecht.